# NIAGARA TRIANGLE Vol.2 VOX
- 大瀧詠一 > 大瀧詠一の作品一覧 > NIAGARA TRIANGLE Vol.2 VOX
- 佐野元春 > NIAGARA TRIANGLE Vol.2 VOX
- 杉真理 > NIAGARA TRIANGLE Vol.2 VOX

『NIAGARA TRIANGLE Vol.2 VOX』（ナイアガラ・トライアングル・ヴォリュームツー・ヴォックス）は、2022年3月21日に発売された、ナイアガラ・トライアングル（大滝詠一、佐野元春、杉真理）通算2作目のスタジオ・アルバムのボックス・セット。

## Blu-ray Disc (Blu-ray Audio)
フル・アルバム&シングル・ヴァージョン&CMヴァージョン&全カラオケのハイレゾリマスタリング音源+大滝サイド6曲&「イエロー・サブマリン音頭（特別変）」 5.1chサラウンド音源を収録。

### [5.1chサラウンド音源]
1. A面で恋をして
作詞 / 松本隆    作曲 / 大瀧詠一
2. オリーブの午后
作詞 / 松本隆    作曲 / 大瀧詠一
3. 白い港
作詞 / 松本隆    作曲 / 大瀧詠一
4. Water Color
作詞 / 松本隆    作曲 / 大瀧詠一
5. ♡じかけのオレンジ
作詞 / 松本隆    作曲 / 大瀧詠一
6. Rock'n'Roll 退屈男
作詞 · 作曲 / 大瀧詠一
7. イエローサブマリン音頭 (特別変) / 金沢明子
  - 作詞 · 作曲 / John Lennon・Paul McCartney
  - 訳詞 / 松本隆

- ℗2022 THE NIAGARA ENTERPRISES INC.
- 07 ℗1982 Victor Entertainment
- Licensed by Victor Entertainment

### [NIAGARA TRIANGLE Vol.2 40th Anniversary Edition] (ハイレゾリマスタリング音源)
1. A面で恋をして
作詞 / 松本隆    作曲 / 大瀧詠一
2. 彼女はデリケート
作詞 · 作曲 / 佐野元春
3. Bye Bye C-Boy
作詞 · 作曲：佐野元春
4. マンハッタンブリッヂにたたずんで
作詞 · 作曲 / 佐野元春
5. Nobody
作詞 · 作曲 / 杉真理
6. ガールフレンド
作詞 · 作曲 / 杉真理
7. 夢みる渚
作詞 · 作曲 / 杉真理
8. Love Her
作詞 · 作曲 / 杉真理
9. 週末の恋人たち
作詞 · 作曲 / 佐野元春
10. オリーブの午后
作詞 / 松本隆    作曲 / 大瀧詠一
11. 白い港
作詞 / 松本隆    作曲 / 大瀧詠一
12. Water Color
作詞 / 松本隆    作曲 / 大瀧詠一
13. ♡じかけのオレンジ
作詞 / 松本隆    作曲 / 大瀧詠一

### [Single Version] (ハイレゾリマスタリング音源)
1. 彼女はデリケート (Single Version) 
作詞 · 作曲 / 佐野元春
2. こんな素敵な日には
作詞 · 作曲 / 佐野元春
3. ラストナイト
作詞 · 作曲 / 杉真理
4. Rock'n'Roll 退屈男
作詞 · 作曲 / 大瀧詠一
5. ♡じかけのオレンジ (Single Version)
作詞 / 松本隆    作曲 / 大瀧詠一
6. A面で恋をして (CM Version)
作詞 / 松本隆    作曲 / 大瀧詠一
7. A面で恋をして (Single Version)
作詞 / 松本隆    作曲 / 大瀧詠一

### [カラオケ] (ハイレゾリマスタリング音源)
1. A面で恋をして (Karaoke)
2. 彼女はデリケート (Karaoke)
3. Bye Bye C-Boy (Karaoke)
4. マンハッタンブリッヂにたたずんで (Karaoke)
5. Nobody (Karaoke)
6. ガールフレンド (Karaoke)
7. 夢みる渚 (Karaoke)
8. Love Her (Karaoke)
9. 週末の恋人たち (Karaoke)
10. オリーブの午后 (Karaoke)
11. 白い港 (Karaoke)
12. Water Color (Karaoke)
13. ♡じかけのオレンジ (Karaoke)
14. こんな素敵な日には (Karaoke)
15. ラストナイト (Karaoke)
16. Rock'n'Roll 退屈男 (Karaoke)
17. A面で恋をして (CM Version) (Karaoke)
18. A面で恋をして (Single Version) (Karaoke)
19. Bye Bye C-Boy (Karaoke without Chorus)
20. 夢みる渚 (Karaoke without Harmony Chorus)
21. Rock'n'Roll 退屈男 (Karaoke without Chorus)
22. A面で恋をして (CM Version) (Karaoke without Chorus)
23. A面で恋をして (Karaoke without Chorus)

## CD Disc-1
2012年3月21日発売の『NIAGARA TRIANGLE Vol.2 30th Edition』を記念して、関係者のみに配布されたディスクを忠実に復刻したもの。

### 「EACH TRIANGLE 2」
1. 彼女はデリケート  –  (3:19)[1]
  - 作詞 · 作曲 / 佐野元春
  - アルバム・ヴァージョンの冒頭のセリフをカットしたもの。
2. Bye Bye C-Boy  –  (3:20)[1]
作詞 · 作曲 / 佐野元春
3. マンハッタンブリッヂにたたずんで  –  (3:48)[1]
作詞 · 作曲 / 佐野元春
4. Nobody  –  (2:29)[1]
作詞 · 作曲 / 杉真理
5. ガールフレンド  –  (3:19)[1]
作詞 · 作曲 / 杉真理
6. 夢みる渚  –  (3:46)[1]
作詞 · 作曲 / 杉真理
7. Love Her  –  (3:52)[1]
作詞 · 作曲 / 杉真理
8. 週末の恋人たち  –  (3:54)[1]
作詞 · 作曲 / 佐野元春
9. 1969年のドラッグレース (EACH TRIANGLE 2 Version)  –  (5:06)[1]
  - 作詞 / 松本隆    作曲 / 大瀧詠一
  - 1984年3月21日発売の『EACH TIME』[注釈 1]収録のものとは違うヴァージョン。1983年3月6日にベーシックな録音が行われていた[book 1]。
10. 恋のナックルボール (1st Recording Version)  –  (4:03)[1]
  - 作詞 / 松本隆    作曲 / 大瀧詠一
  - 2004年3月21日に発売された『EACH TIME 20th Anniversary Edition』[注釈 2]のボーナス・トラックとして初めて公表されたが、ここではさらに長いヴァージョンで収録されている。1983年2月9日にベーシックな録音が行われていた[book 1]。
11. フィヨルドの少女 (EACH TRIANGLE 2 Version)  –  (4:01)[1]
  - 作詞 / 松本隆    作曲 / 大瀧詠一
  - 1983年9月2日にレコーディングされ、1985年11月1日にシングル・リリースされた楽曲[注釈 3]。1985年の『SNOW TIME』[注釈 4]、1986年の『Complete EACH TIME』[注釈 5]などに収録されていたが、ここでは違うヴァージョンで収録されている[book 1]。
12. A面で恋をして  –  (3:14)[1]
作詞 / 松本隆    作曲 / 大瀧詠一
13. イエローサブマリン音頭 (特別変) / 金沢明子  –  (3:24)[1]
  - 作詞 · 作曲 / John Lennon・Paul McCartney
  - 1982年10月19日に録音、10月26日にトラック・ダウン、12月5日に発売された金沢明子の「イエロー・サブマリン音頭」のリミックス・ヴァージョン。1982年リリースのオリジナル・ヴァージョンは1987年6月1日に発売された『LET'S ONDO AGAIN SPECIAL』[注釈 6]、1995年3月24日に発売された『EIICHI OHTAKI Song Book II 大瀧詠一作品集Vol.2 (1971-1988)』[注釈 7]にも収録された。ここに収録されたリミックス・ヴァージョンは1983年1月3日に新宿ロフトで行われたTBSラジオ『GO! GO! NIAGARA』の公開録音DJパーティーで初披露され、1月5日にオンエアされた。この曲がここに収録されているのは、1976年3月25日に発売された『NIAGARA TRIANGLE Vol.1』の最後に、大瀧詠一プロデュースによる布谷文夫「ナイアガラ音頭」が収録されていたことと呼応している[book 1]。本ボックス・リリース後の8月3日、「A面で恋をして」とのカップリングによる7インチ・アナログ・シングルとしてリカットされた[注釈 8]。

- 09~12 ℗2022 THE NIAGARA ENTERPRISES INC.
- 13 ℗1982 Victor Entertainment
- Licensed by Victor Entertainment

## CD Disc-2
大瀧詠一作曲の音源を中心にまとめられている。

### 「EACH SIDE of NIAGARA TRIANGLE Vol.2」
1. A面で恋をして (CM Version)  –  (0:31)[1]
  - 作詞 / 松本隆    作曲 / 大瀧詠一
  - 1982年10月1日に発売された『NIAGARA CM SPECIAL Vol.2』[注釈 9]に初収録。1983年11月1日に発売された『NIAGARA CM SPECIAL Special Issue』[注釈 10]にも収録、初CD化となった。その後も1991年3月21日発売の『EIICHI OHTAKI Song Book I 大瀧詠一作品集 (1980-1985)』[注釈 11]、1995年3月24日発売の『NIAGARA CM SPECIAL』[注釈 12]、2002年3月21日の『NIAGARA TRIANGLE Vol.2 20th Anniversary Edition』[注釈 13]にも収録された[book 1]。
2. A面で恋をして (Single Version)  –  (3:20)[1]
  - 作詞 / 松本隆    作曲 / 大瀧詠一
  - 1981年10月21日に発売されたシングル・ヴァージョン。このシングルの初回プレス盤には、最後の溝にマシンガンの効果音が刻まれていたが、通常盤には入っていない。2014年12月3日に発売された大滝詠一のオールタイム・ベスト『Best Always』[注釈 14]にも収録された[book 1]。
3. オリーブの午后  –  (3:40)[1]
作詞 / 松本隆    作曲 / 大瀧詠一
4. 白い港  –  (4:11)[1]
作詞 / 松本隆    作曲 / 大瀧詠一
5. Water Color  –  (4:09)[1]
作詞 / 松本隆    作曲 / 大瀧詠一
6. ♡じかけのオレンジ  –  (3:12)[1]
作詞 / 松本隆    作曲 / 大瀧詠一
7. A面で恋をして (Instrumental Version)  –  (1:07)[1]
  - 作詞 / 松本隆    作曲 / 大瀧詠一
  - テレビ/ラジオでの交通情報のBGMとして使用されていたインストゥルメンタル・ヴァージョン[book 1]。
8. ♡じかけのオレンジ (Instrumental Version)  –  (0:43)[1]
  - 作詞 / 松本隆    作曲 / 大瀧詠一
  - テレビ/ラジオでの交通情報のBGMとして使用されていたインストゥルメンタル・ヴァージョン[book 1]。
9. A面で恋をして (Narration)  –  (0:31)[1]
CMのナレーション入りヴァージョン。
10. - NT2 Spot Special  –  (4:22)[1]
  - (A面で恋をして〜NIAGARA TRIANGLE Vol.2 A-D Type〜♡じかけのオレンジ)
小林克也のナレーションによる『NIAGARA TRIANGLE Vol.2』発表時のラジオ・スポット。「A面で恋をして」は20秒、『NIAGARA TRIANGLE Vol.2』のAタイプは英語版60秒、Bタイプは日本語版60秒、Cタイプは40秒、Dタイプは20秒、「♡じかけのオレンジ」は20秒のヴァージョン。このうち「A面で恋をして」と『NIAGARA TRIANGLE Vol.2』Aタイプ、「♡じかけのオレンジ」は、1982年の『NIAGARA CM SPECIAL Vol.2』[注釈 9]の「Spot Special」に含まれていたが、それ以外は今回初めて披露された[book 1]。
11. ♡じかけのオレンジ (Single Version)  –  (2:48)[1]
  - 作詞 / 松本隆    作曲 / 大瀧詠一
  - 2002年の『NIAGARA TRIANGLE Vol.2 20th Anniversary Edition』[注釈 13]と2014年の『Best Always』[注釈 14]にも収録されている[book 1]。
12. Rock'n'Roll 退屈男  –  (3:03)[1]
  - 作詞 · 作曲 / 大瀧詠一
  - 1982年3月21日の『NIAGARA TRIANGLE Vol.2』と同時発売されたシングル「♡じかけのオレンジ」のB面曲で、1991年の『EIICHI OHTAKI Song Book I 大瀧詠一作品集 (1980-1985)』[注釈 11]で初CD化され、2002年の『NIAGARA TRIANGLE Vol.2 20th Anniversary Edition』[注釈 13]にも収録された。1982年2月21日に録音されている[book 1]。

### [Sessions]
1. A面で恋をして (A Cappella)  –  (3:11)[1]
  - 作詞 / 松本隆    作曲 / 大瀧詠一
  - シングル・ヴァージョンからヴォーカル、コーラス、ドラムス、ベースのみを抜き出した、大滝詠一命名による“テヌグイ”ヴァージョン[book 1]。
2. A面は天然色「♡じかけのオレンジ (Take 1)」  –  (3:01)[1]
「♡じかけのオレンジ」のテイク1。ベーシック・トラックのみで、ヴォーカルは入っていない[book 1]。
3. 晴れのサースデイ「Water Color (Take 2)」  –  (4:31)[1]
「Water Color」のテイク2。歌詞のない、仮のヴォーカルを聴くことができる[book 1]。
4. 風立つカレン「白い港 (Take 2)」  –  (4:18)[1]
「白い港」のテイク2。歌詞のない、仮のヴォーカルのみ。この曲の原型といえるトラックは1980年4月25日に録音されており、2021年3月21日に発売された『A LONG VACATION VOX』[注釈 15]に「悲しきWhite Harbour Cafe」というタイトルで収録されている[book 1]。
5. ホンダラマーチ「Rock'n'Roll 退屈男 (Rough Mix)」  –  (3:30)[1]
「Rock'n'Roll 退屈男」のラフ・ミックス・ヴァージョン。コーラス、ヴォーカルなしのベーシック・トラック[book 1]。
6. 真夏の昼の夢で逢えたら「オリーブの午后 (Take 1)」  –  (3:57)[1]
「オリーブの午后」のテイク1。歌詞のない、仮のヴォーカル・ヴァージョン。M-14、15、16、18は、1982年1月3日から10日ごろに録音が開始された[book 1]。

- ℗2022 THE NIAGARA ENTERPRISES INC.
- 14~18 Composed by 大瀧詠一

## CD Disc-3
音で綴る“Road To NIAGARA TRIANGLE Vol.2”ともいえる内容で、『NIAGARA TRIANGLE Vol.2』の関連楽曲が収録されている。

### 「NIAGARA TRIANGLE Story」
1. Bye Bye C-Boy (2011 Remix version) / NIAGARA TRIANGLE feat. 佐野元春  –  (3:28)[1]
  - 作詞 · 作曲 / 佐野元春
  - 佐野元春自身によるリエディット/リミックスによる“2011 Remix Version”。40周年となるタイミングで本ボックスに収録された。そもそもこの楽曲は、当時18歳であった佐野元春が自身のバンド“バックレイン元春セクション”名義で参加した1974年9月7日に中野サンプラザホールで行われた『第8回ポピュラーソングコンテスト関東甲信越大会』で入賞しており、ヤマハからレコード化された『THE 8TH POPULAR SONG CONTEST: 第8回ポピュラーソングコンテスト関東甲信越大会記念ライブ』という2枚組LPに収録されている。この盤には当時20歳の杉真理率いるバンド“ピープル”の「踊りに行こう」も収録されており、その後の運命を暗示している。「Bye Bye C-Boy」は同年10月13日につま恋エキシビジョンホールで行われた『第8回ポピュラーソングコンテスト』[注釈 16]の本選会でも演奏された[注釈 17]。
2. 彼女はデリケート [1981/4/25 TBS赤坂ライブ] / 佐野元春 with THE HEARTLAND  –  (3:08)[1]
  - 作詞 · 作曲 / 佐野元春
  - 1981年4月25日、TBSホールで開催された『赤坂ライブ』のヴァージョン。大滝詠一はこの日のステージを観ていたという[book 1]。
3. NIAGARA TRIANGLE MC 1 [1981/12/3 Headphone Concert]  –  (3:30)[1]
M-3~8は、1981年12月3日に渋谷公会堂で開催された大滝詠一『Headphone Concert』音源の初CD化。このコンサートはオーディエンスが自身のヘッドフォンを持参、座席に装着された小型のFMラジオに取り付けて電波にのったステージ上の演奏を聴く、というイヴェント[book 1]。
4. 街で見かけた君 [1981/12/3 Headphone Concert] / 杉真理  –  (3:45)[1]
  - 作詞 · 作曲 / 杉真理
  - 杉真理の1981年9月21日発売のシングル「ガラスの恋人」[注釈 18]のB面曲。
5. NIAGARA TRIANGLE MC 2 [1981/12/3 Headphone Concert]  –  (5:07)[1]
6. SOMEDAY [1981/12/3 Headphone Concert] / 佐野元春  –  (6:09)[1]
  - 作詞 · 作曲 / 佐野元春
  - 佐野元春の1981年6月21日発売のシングル[注釈 19]。この曲には『NIAGARA TRIANGLE Vol.1』のメンバーでもある伊藤銀次が参加している[book 1]。
7. NIAGARA TRIANGLE MC 3 [1981/12/3 Headphone Concert]  –  (2:29)[1]
8. A面で恋をして [1981/12/3 Headphone Concert] / NIAGARA TRIANGLE  –  (3:44)[1]
  - 作詞 / 松本隆    作曲 / 大瀧詠一
  - 「A面で恋をして」は、この日は記録によるとアンコールでも演奏されている。通常盤である『NIAGARA TRIANGLE Vol.2 40th Anniversary Edition』のディスク2にも収録されているので、どちらかがアンコール・ヴァージョンである可能性がある[book 1]。
9. 目覚め (Waking Up Alone) / 竹内まりや  –  (3:06)[1]
  - 作詞 / 松山猛    作曲 / 杉真理
  - 1978/11/25 Album『BEGINNING』 *「ガールフレンド」原曲
  - 竹内まりやのデビュー・アルバム『BEGINNING』[注釈 20]に杉真理が提供した「目覚め」は、松山猛が作詞を手掛けた。これに杉が歌詞を新たに書き、「ガールフレンド」となった[book 1]。
10. 恋のかけひき / 杉真理  –  (4:28)[1]
  - 作詞 · 作曲 / 杉真理
  - 1980/7/21 Album『SONG WRITER』 *Cho: 竹内まりや
  - 杉真理の1980年のアルバム『SONG WRITER』[注釈 21]収録曲。竹内まりやがコーラスで参加している。杉の後輩であった竹内は、杉真理&レッド・ストライプスが1977年に発売した『MARI & RED STRIPES』[注釈 22]と『SWINGY』[注釈 23]にも参加している[book 1]。
11. 彼女はデリケート / 沢田研二  –  (2:35)[1]
  - 作詞 · 作曲 / 佐野元春
  - 1980/12/23 Album『G.S. I Love You』
  - 佐野元春が沢田研二の1980年のアルバム『G.S.I LOVE YOU』[注釈 24]に提供した楽曲。伊藤銀次が編曲を担当しており、佐野もバック・ヴォーカルで参加している[book 1]。
12. 想い出のサマーソング / 五十嵐浩晃  –  (3:58)[1]
  - 作詞 / ちあき哲也    作曲 / 五十嵐浩晃
  - 1981/8/26 Single *Cho: 大滝詠一 & 杉真理, Arr & Pro: 鈴木茂, Cho Arr: 杉真理, Engineer: 吉田保
  - 五十嵐浩晃の1981年のシングルで、コーラスに大滝詠一と杉真理が参加している[注釈 25]。『A LONG VACATION』収録の「FUN×4」での“月に吠える男”は当時クレジットされていなかったが、五十嵐浩晃であることが後に明かされていた。五十嵐は1982年10月13日放送の大滝詠一の『GO! GO! NIAGARA』の第2部のゲストDJとして出演したことがある[book 1]。
13. Lonely Girl / 杉真理  –  (3:28)[1]
  - 作詞 · 作曲 / 杉真理
  - 1982/5/21 Album『OVERLAP』
  - 杉真理の1982年5月のシングルで、アルバム『OVERLAP』[注釈 26]にも収録されている。『NIAGARA TRIANGLE Vol.2』の候補曲として挙げられていた[book 1]。
14. ラストナイト / NIAGARA TRIANGLE feat. 杉真理  –  (3:50)[1]
  - 作詞 · 作曲 / 杉真理
  - 1982/3/21 B-Side of Single「夢みる渚」
  - 『NIAGARA TRIANGLE Vol.2』と同時発売されたシングル「夢見る渚」[注釈 27]のB面曲。
15. 彼女はデリケート (Single Version) / NIAGARA TRIANGLE feat. 佐野元春  –  (2:47)[1]
  - 作詞 · 作曲 / 佐野元春
  - シングル・ヴァージョンには、アルバム・ヴァージョンにある冒頭のセリフが入っておらず、エンディングも短い[book 1]。
16. こんな素敵な日には / NIAGARA TRIANGLE feat. 佐野元春  –  (4:14)[1]
  - 作詞 · 作曲 / 佐野元春
  - 1982/3/21 B-Side of Single「彼女はデリケート」
  - 『NIAGARA TRIANGLE Vol.2』と同時発売されたシングル「彼女はデリケート」[注釈 28]のB面曲。M-14、15、16は2002年の『NIAGARA TRIANGLE Vol.2 20th Anniversary Edition』[注釈 13]にも収録されていた[book 1]。
17. 想い出のサマーソング (カラオケ) / 五十嵐浩晃  –  (3:57)[1]
  - 作詞 / ちあき哲也    作曲 / 五十嵐浩晃
  - 1981/8/26 Single
  - M-12のカラオケ。2012年4月11日に発売された5枚組CDボックス・セット『五十嵐浩晃 Collectors Box 1980-1985』[注釈 29]にも収録されていた[book 1]。

- 02 Licensed by O.S.T.INC.
- 03~08 ℗2022 THE NIAGARA ENTERPRISES INC.
- 11 ℗1980 POLYDOR
- LICENSED by WATANABE MUSIC PUBLISHING CO., LTD.

## 完全復刻プロモーション用７インチレコード3枚組
1982年のオリジナル盤リリース時に宣伝用として制作され、当時でも入手困難だったプロモーション用7インチレコード3枚組。Sony Music Studios Tokyoによる2022年版最新カッティング。

### Disc-1 (SRCL 12304)

#### Side-A
1. - 彼女はデリケート (Single Version)   –  (2:45)
  - 佐野元春

#### Side-B
1. - こんな素敵な日には  –  (4:11)
  - 佐野元春

### Disc-2 (SRCL 12305)

#### Side-A
1. - 夢みる渚  –  (3:43)
  - 杉真理

#### Side-B
1. - ラストナイト  –  (3:48)
  - 杉真理

### Disc-3 (SRCL 12306)

#### Side-A
1. - ♡じかけのオレンジ (Single Version) OT-10  –  (2:51)
  - 大滝詠一

#### Side-B
1. - Rock'n'Roll 退屈男 OT-11  –  (3:02)
  - 大滝詠一 with Jack Tones

## 復刻キーホルダー
オリジナル盤販売時特典のキーホルダー（復刻版）。

## ブックレット
2012年収録：佐野元春×杉真理×大滝詠一対談インタビュー（完全版）& 最新版40周年記念：佐野元春×杉真理2022年対談インタビューを掲載（聞き手・構成：萩原健太）。

## クレジット
| PRODUCER : 大瀧詠一                                  |
| CO-PRODUCERS : 佐野“ライオン”元春、杉“Baby Talk”真理 |
| ENGINEERS : 吉田保、吉野金次、助川健                 |
| COVER DESIGN : 中山泰                                |
|                                                      |
| SANO's SIDE                                          |

| Engineers | : | - 飯泉“TOPPY”俊之 - 水谷照也 - 中山大輔 |

| Assistant : 坂元“SMILEY”達也            |
| Re-Mix Engineer : 吉野金次              |
| Recorded at CBS/SONY Roppongi, TAKE ONE |
| Re-Mixed at TAKE ONE Studio             |

| Direction | : | - 小坂洋二 (EPIC/SONY) - 早川隆 (THUNDER MUSIC) - 伊藤銀次 |

| Arranger : 佐野元春                              |
|                                                  |
| «MUSICIANS»                                      |
| Dr : 山木秀夫、島村英二                          |
| E.B : 小野田“diet”清文                           |
| W.B : 荒川康男                                   |
| E.G : 村松邦男、今剛、土方隆行、伊藤銀次、矢島賢 |

| A.G | : | - 青山徹、土方隆行、谷康一、吉川忠英、安田裕美、 - 笛吹利明、 - 田代耕一郎 |

| Key : 西本明、佐野元春、国吉良一                 |
| Per : 鳴島英治、高杉登、柴田“daddy”光久          |
| Horns : 数原晋、小林正弘、柴田“daddy”光久        |
| Cho : プリティ・フラミンゴス、佐野元春、伊藤銀次 |
| Str.Arr : 大村雅朗                               |

| Guests | : | - 蒲田野次馬ブラザーズ、The Heartland - Uncle Cornel Thanders |

| Thanks : Music Land & Take One Studio's Coffee |
|                                                |
| SUGI's SIDE                                    |
| Engineers : 助川健、大野邦彦                   |
| 川部修久、鈴木良博                             |
| Re-Mix Engineer : 助川“GH”健                   |

| Recorded at | - CBS/SONY, - Sound City, TAKE ONE |

| Re-Mixed at CBS/SONY, Roppongi & Shinanomachi |

| Direction | : | - 鈴木幹次 (東京音楽出版) - 須藤晃 (CBS/SONY) |

| Arranger : 杉真理                                    |
|                                                      |
| «MUSICIANS»                                          |
| Dr : 林立夫、藤本吉文、島村英二                      |
| E.B : 岡沢茂、高嶋正博                               |
| E.G : 鈴木茂、杉真理、佐々木信教                     |
| A.G : 吉川忠英                                       |
| Key : 佐藤準、中西康晴、堀口和男、嶋田陽一           |
| Per : 石井宏太郎                                     |
| Horns : 数原晋、小林正弘、山田栄                     |
| Cho : 杉真理、堀口和男                               |
| Str.Arr : 佐藤準                                     |
| Guest : 佐野元春                                     |
|                                                      |
| OHTAKI's SIDE                                        |
| Recording & Re-Mixed Engineer : 吉田“座頭ミックス”保 |

| Assistants | : | - Papilapopa 大野、 - マイムマイム 大城、Yakiniku 川部、Golf 芳川、 - Kusomajime 深田、コケティッシュ 渡辺、 - メトロノーム Atom |

| Recorded & Re-Mixed at | - CBS/SONY Studio, - Roppongi & Shinanomachi |

| Direction : 白川隆三 (CBS/SONY) |
| Arranger : CHELSEA              |
|                                 |
| «MUSICIANS»                     |
| Dr : 青山純、林立夫、島村英二   |
| E.B : 長岡道夫、後藤次利        |
| W.B : 荒川康男                  |
| E.G : 鈴木茂、村松邦男          |

| A.G | : | - 吉川忠英、安田裕美、笛吹利明、徳武弘文、加藤博之、 - 鳴海寛、三畑卓次、宮本浩和、松下誠、荻谷清 |

| Key | : | - 井上鑑、国吉良一、難波弘之、松任谷正隆、 - 中西康晴、山川恵津子 |

| Per | : | - 鳴島英治、川瀬正人、石井宏太郎、高杉登、 - 菅原由紀、斉藤ノブ、横山達治、片山茂光、木村誠、納見義徳 |

| Horns | : | - 斉藤清、稲垣次郎、Jake H.Cousepsion、 - 砂原俊三、原田忠幸 |

| Harp : 山川恵子、入江愛子       |
| Mandola : 宇都宮積善、和智秀樹  |
| Str Arr : 井上鑑、松任谷正隆    |
| Thanks To ヨロシタ ミュージック |

| |
| 40th Reissue Staff |
| CD & Blu-ray Mastering Engineer : Tetsuya Naitoh (Sony Music Studios Tokyo) |
| Assistant Engineer : Yuta Yoneyama · Satoshi Bono · Yuki Saito · Manami Sugishita · Riko Takahashi (Sony Music Studios Tokyo) |
| Blu-ray Authoring Engineer : Hiroshi Katada (Sony Music Studios Tokyo) |
| Vinyl Cutting Engineer : Tim Young (Metropolis Mastering) |
| |
| Art Direction & Design : Takashi Okada |
| Photographer : Ryotaro Horiuchi |
| Assistant Photographer : Mayako Horiuchi |
| |
| Product Coordinator : Hidenao Baba (Sony Music Solutions Inc.) |
| Materias Provider : Atsushi Tokunaga, Tsutomu Mori |
| |
| A&R : Shinya Inoue · Asami Abe (Sony Music Labels Inc.) |
| A&R in Chief : Shintaro Ohta (Sony Music Labels Inc.) |
| A&R Desk : Mamiko Goto (Sony Music Labels Inc.) |
| Sales Promotion : Keisuke Ikuta · Yu Tsuzuki · Miki Sumihara · Kei Yamamoto · Eisuke Makita · Seiyo Ozono (Sony Music Marketing United Inc.) |
| |
| Director : Masaaki Shirota |
| Co-Producer : Osamu Sakaguchi (THE NIAGARA ENTERPRISES) |
| Adviser : Hiroaki Shimura |
| Supervisor : Shikoh Ohtaki & Family |
| |
| Special Thanks to : Ichiro Asatsuma (Fujipachific Music), Mio Onishi (Matsumoto Takashi Jimusho), Hiromi Matsunaga (M's Factory), Mayumi Hakozaki (DREAMLAND), Ginji Ito, Nobuyuki Fujiwara, Spam Kasugai, Takashi Yokoo (Face Music), Kumiko Moriyama · Nami Ogawa · Ayako Yanagita (JVCKENWOOD Video Tech), Kenichi Hoshi (JVCKENWOOD Victor Entertainment, Emiko Kai (THE GARDEN), Takao Ikeda · Joe Toriyama (TBS RADIO), Ichiro Shibaike · Shunsuke Yoshizawa · Yoshihiko Watanabe(WATANABE MUSIC PUBLISHING), Naoji Suda, Akira Yoneya(YAMAHA MUSIC ENTERTAINMENT), Yasushi Neya (Music Magazine), Manabu Yuasa, Tomokazu Miyoda (ONGAKU NO TOMO SHA), Hanayo Miyuki, Ryuta Nogawa (Shiseido Company), Hisashi Eguchi, Ardhira Putra & His Music Video Team, Hitoshi One (Office Crescendo), Kenji Nakashima (easeback), Taro Mikami (CEKAI), Candice Abe (Sony Music ERntertainment) and Takashi Matsumoto |
| |
| Dedicate to Yasushi Nakayama (1947-2020) |
| |
| Produced by Eiichi Ohtaki |

## リリース日一覧
| 地域 | リリース日    | レーベル                         | 規格                                                | カタログ番号 | 備考 |
| ---- | ------------- | -------------------------------- | --------------------------------------------------- | ------------ | --- |
| 日本 | 2022年3月21日 | NIAGARA ⁄ Sony Music Labels Inc. | 3CD+Blu-ray Audio+7inch×3+ブックレット+キーホルダー | SRCL 12000~8 | 完全生産限定盤。復刻版プロモーションカセットまたはA3サイズポスター5枚組セットのプレゼント応募抽選券封入。 |